# Africa Eco Race

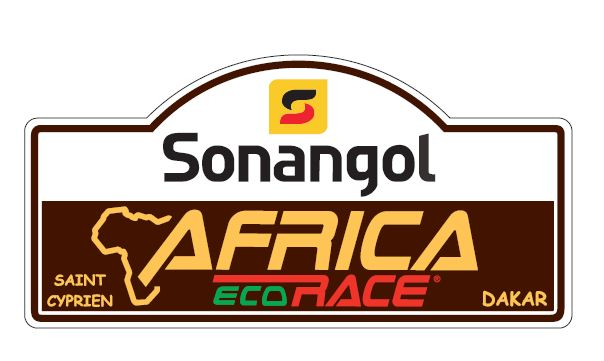
Africa Eco Race 2012

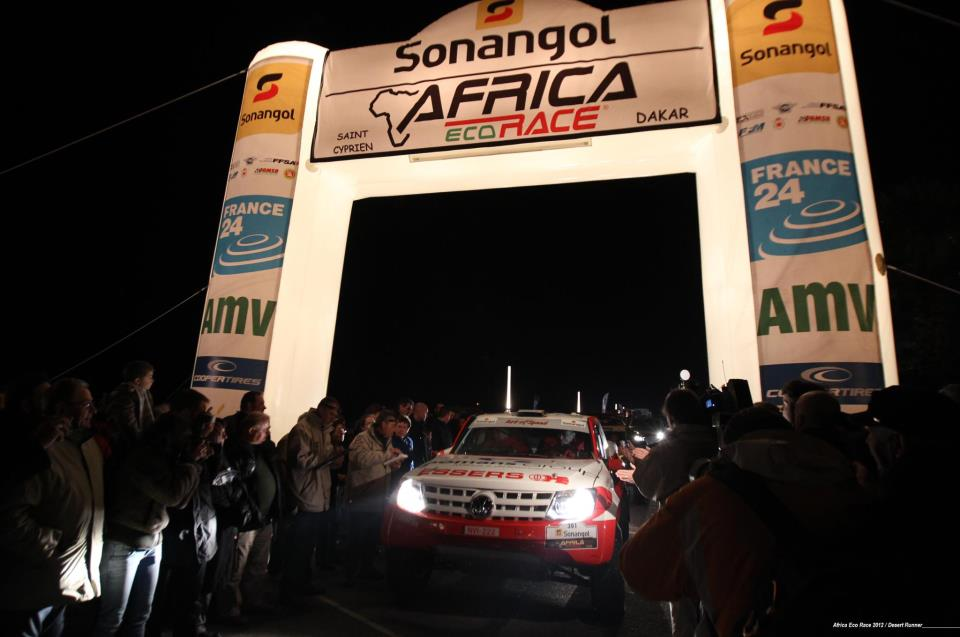
Africa Eco Race 2012

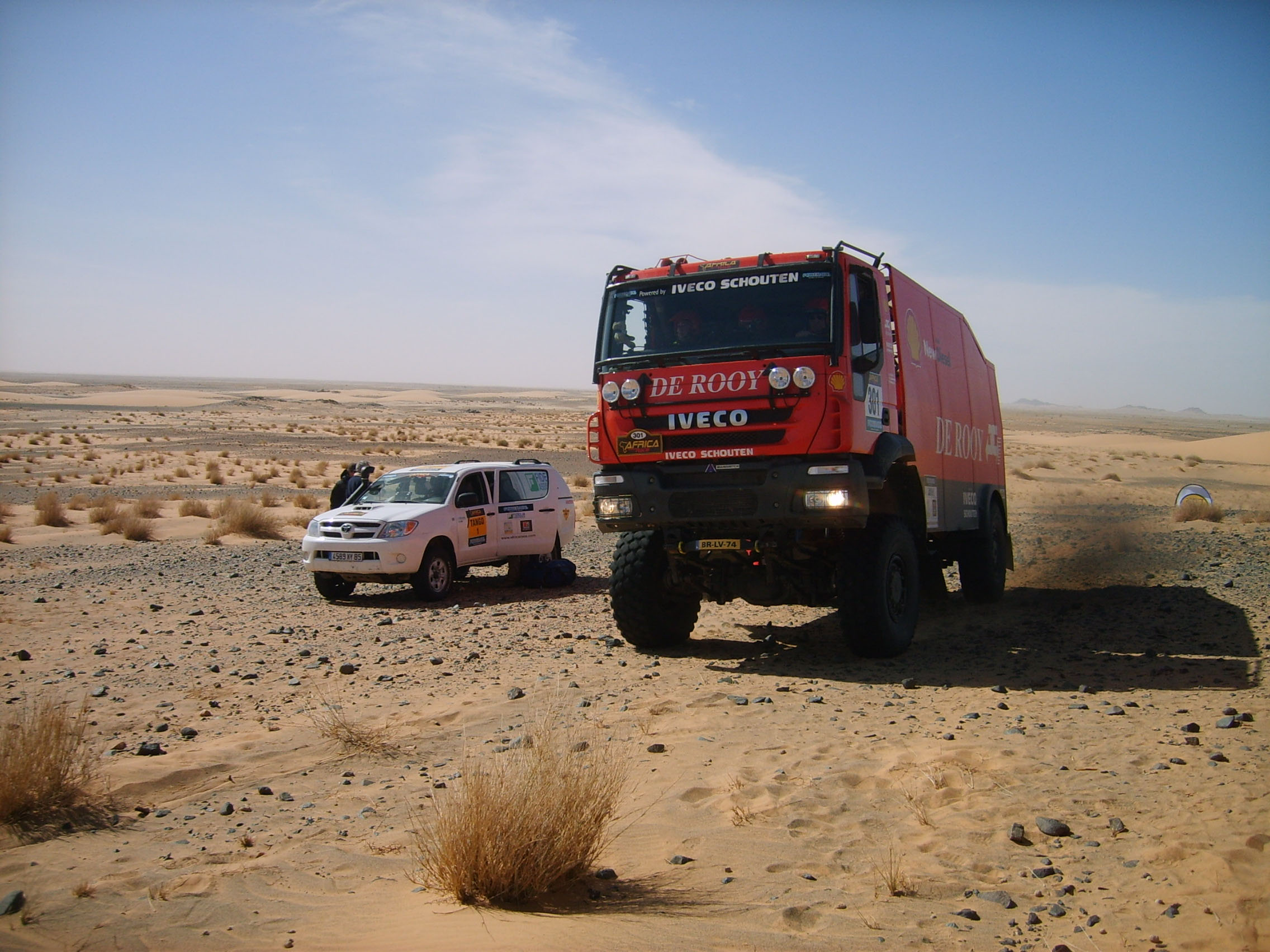
Gewinner in der LKW-Klasse 2009, Jan de Rooy

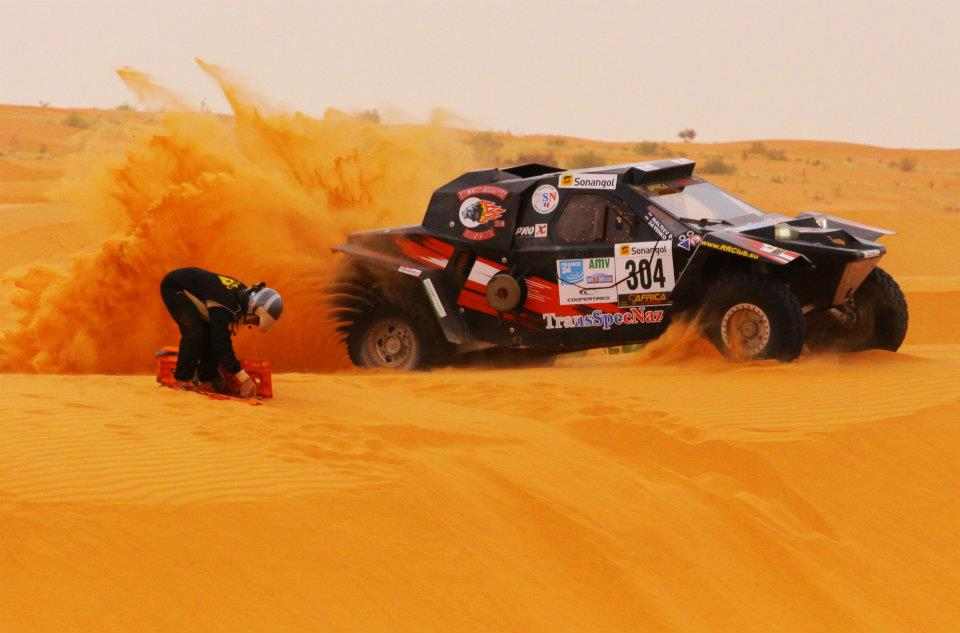
Africa Eco Race 2012

Das Africa Eco Race (AER) ist, nach der Absage der Rallye Dakar im Jahr 2008, ein seit 2009 jährlich stattfindendes internationales Rallye Raid. Überwiegend findet die Rallye wie früher die Rallye Dakar in Nordafrika statt, sie startet in verschiedenen europäischen Städten und endet immer im senegalesischen Dakar. Für die Teilnahme ist eine FIA-Lizenz für Autos bzw. FIM-Lizenz für Motorräder erforderlich.

## Geschichte
Der Gründer des Africa Eco Race war Hubert Auriol. Er sowie seine Partner René Metge und Jean-Louis Schlesser sehen das Africa Eco Race als Nachfolger der zwischen 2009 und 2019 nach Südamerika verlegten Rallye Dakar. Jan de Rooy, der 2009 ursprünglich die Rallye Dakar fahren wollte, nannte das Africa Eco Race auf den Routen der ursprünglichen Dakar „ein Geschenk Gottes“. Die Amaury Sport Organisation, Veranstalter der Rallye Dakar, ließ per einstweiliger Verfügung eine weitere Mitarbeit Auriols, des vormaligen Renndirektors der Rallye Dakar, am Africa Eco Race untersagen. Nach dem Ausscheiden Auriols sind seit der zweiten Auflage Jean-Louis Schlesser Veranstalter und René Metge Renndirektor des Africa Eco Race. Das Rennen führte seitdem jährlich über etwa 6500 km von Europa nach Marokko, die Westsahara und weiter über Mauretanien in den Senegal. In einer Chronik sind die Daten der ersten sieben Läufe festgehalten, vom 11. Januar 2015 rückwärts bis zum Anmeldeschluss des ersten Rennens am 15. November 2008. Die 10. Ausgabe fand vom 31. Dezember 2017 bis zum 14. Januar 2018 mit etwa 200 Teilnehmern und über 100 Fahrzeugen statt. Zur Ausgabe 2020 nahmen 182 Fahrzeuge in allen Klassen teil. Ende 2020 wurde das Algeria Eco Race, mit seiner ersten Ausgabe im Jahr 2021, angekündigt. Das deutlich kürzere und nur 5 Etappen lange Algeria Eco Race sollte als Vorbereitung für das Africa Eco Race dienen. Am 23. Oktober 2020 erklärte Jean-Louis Schlesser, dass das Africa Eco Race 2021 aufgrund Restriktionen im Rahmen der COVID-19-Pandemie nicht durchgeführt werden kann und daher abgesagt wird. Im Mai 2021 wurde das für den 5. bis 11. Oktober 2021 geplante Algeria Eco Race 2021 von Jean-Louis Schlesser wegen der Covid Restriktionen ebenfalls abgesagt bzw. auf das Jahr 2022 verschoben. Das 14. Africa Eco Race wurde ursprünglich für den 4. Januar bis zum 16. Januar 2022 geplant. Im April 2021 wurde es von Jean-Louis Schlesser erst auf den März 2022 und später auf den 15. bis 30. Oktober 2022 verschoben und führte wieder von Monaco über Marokko, die Westsahara und Mauretanien in das senegalesische Dakar. Das Africa Eco Race 2023 fand verspätet vom 30. Dezember 2023 bis 14. Januar 2024 statt und ab diesem Jahr wurde die Rallye um eine Classic-Kategorie erweitert. Verantwortlicher in der AER-Organisation für die Classic ist der ehemalige französische Rallyefahrer Yves Loubet. Im Januar 2023 kündigte die Organisation des Africa Eco Race für die Saison 2024 eine Zusammenarbeit mit der im Frühjahr stattfindenden Carta Rallye an. Diese Rallye hat eine ähnliche Klasseneinteilung wie das AER und verläuft etwa 2000 km durch Marokko. Das Africa Eco Race 2025 findet vom 28. Dezember 2024 bis 12. Januar 2025 statt. Ab der Saison 2025 ist die französische Fährgesellschaft La Méridionale offizieller Transportpartner des Africa Eco Race und Franck Lagorce wird Berater von Jean-Louis Schlesser und den Organisatoren des AER.

## Filme
- The Great Adventure, a journey inside Africa Eco Race 2022.  Italienischer Dokumentarfilm über die Erlebnisse der Yamaha-Werksfahrer Alessandro Botturi und Pol Tarrés beim Africa Eco Race 2022.

## Öffentliche Engagements
Der Veranstalter will Umweltbewusstsein fördern und verantwortlichen Umgang mit der Natur in die Organisation der Rallye integrieren. So wird ein Teil der Organisationsfahrzeuge durch Solarenergie betrieben und die Rennteilnehmer sind dazu angehalten, keine „Spur der Verwüstung“ hinter sich her zu ziehen. Zudem arbeitet man mit lokalen Unternehmen zusammen, statt wie konventionell mit europäischen Sponsoren.
Seit 2014 und in den folgenden Jahren beteiligten sich die Veranstalter des Africa Eco Race am Millionen-Baum-Projekt in Nouakchott. Im Rahmen dieses Projekts werden auf 2000 Hektar Land rund um die Stadt Nouakchott eine Million Bäume gepflanzt.
Seit 2015 unterstützen die Veranstalter und Teilnehmer des Africa Eco Race die humanitäre Meoni Stiftung des 2005 tödlich verunglückten Motorradrennfahrers Fabrizio Meoni.
Ab 2018 unterstützt das Africa Eco Race jährlich die World Association of Children’s Friends (AMADE). AMADE ist eine Wohltätigkeitsorganisation, die 1963 von Fürstin Gracia Patricia von Monaco gegründet wurde, um die Entwicklung, Bildung und Gesundheit von Kindern weltweit zu unterstützen. Sie hat beratenden Status unter anderem bei UNICEF und der UNESCO. Im Rahmen der Zusammenarbeit mit AMADE transportieren vor allem die am AER beteiligten LKW in Burkina Faso hergestellte Solarlampen, die die bis dahin weit verbreiteten Petroleumlampen in Subsahara-Afrika ersetzen sollen. Die Solarlampen können im Vorfeld der Rallye von Teams, Einzelteilnehmern, Partnern der Rallye, Mitgliedern der Rallyeorganisation sowie allen weiteren Interessierten für 20 Euro erworben werden und werden kostenfrei an Schulen, die in der Nähe der Strecke des AER in Mauretanien und Senegal liegen, geliefert.
Zur Ausgabe 2020 nahm Marcelina Zawadzka als Fahrerin in der LKW-Klasse teil und lieferte in Zusammenarbeit mit der Caritas Polen Milchpulver für kranke und unterernährte senegalesische Kinder aus. Im selben Jahr spendeten die Teilnehmer der Rallye über zehntausend Euro an AMADE.

“It's a race with values , human values, eco-responsable values… A true and efficient aid for the Children of Africa and that is important!”

„Es ist ein Rennen mit Werten, menschlichen Werten, umweltbewussten Werten… Eine echte und effiziente Hilfe für die Kinder Afrikas und das ist wichtig!“

“Solidarity and unity, the Africa Eco Race is a rally at the origin of our values and this must remains...”

„Solidarität und Einheit, das Africa Eco Race ist eine Rallye am Ursprung unserer Werte und das muss so bleiben...“

Zur 14. Ausgabe 2022 spendeten verschiedene italienische Fahrer und die Organisation des AER einen sogenannten Tesorobus. Der zuvor in Italien umgebaute und neu instandgesetzte Bus wird im Senegal als Transportmittel sowie als Wanderschule für die Kinder eines Waisenhauses und des senegalesischen Dorfes Kabrousse dienen.

## Sieger der verschiedenen Klassen
| Jahr | Route                                   | PKW                                    | PKW             | Motorräder              | Motorräder | LKW                                                          | LKW       | Side by Side                          | Side by Side       | Classic                 | Classic                    |
| Jahr | Route                                   | Fahrer Navigator                       | Fahrzeug        | Fahrer                  | Fahrzeug   | Fahrer Navigator Mechaniker                                  | Fahrzeug  | Fahrer Navigator                      | Fahrzeug           | Fahrer Navigator        | Fahrzeug                   |
| ---- | --------------------------------------- | -------------------------------------- | --------------- | ----------------------- | ---------- | ------------------------------------------------------------ | --------- | ------------------------------------- | ------------------ | ----------------------- | -------------------------- |
| 2009 | Marseille – Nador – Dakar               | Jean-Louis Schlesser Arnaud Debron     | Schlesser Buggy | Jose Manuel Pellicer    | BMW        | Jan de Rooy Dany Colebunders Darek Rodewald                  | Iveco     |                                       |                    |                         |                            |
| 2010 | Portimão – Agadir – Dakar               | Jean-Louis Schlesser Cyril Esquirol    | Schlesser Buggy | Marco Capodacqua        | KTM        | Miklós Kovács                                                | Scania    |                                       |                    |                         |                            |
| 2011 | Châteaux de Lastours – Dakar            | Jean-Louis Schlesser Cyril Esquirol    | Schlesser Buggy | Willy Jobard            | KTM        | Tomáš Tomeček                                                | MAN       |                                       |                    |                         |                            |
| 2012 | Saint-Cyprien – Almeria – Nador – Dakar | Jean-Louis Schlesser Cyril Esquirol    | Schlesser Buggy | Oscar Polli             | KTM        | Tomáš Tomeček                                                | Tatra     |                                       |                    |                         |                            |
| 2013 | Saint-Cyprien – Almeria – Nador – Dakar | Jean-Louis Schlesser Cyril Esquirol    | Schlesser Buggy | Martin Fontyn           | KTM        | Anton Schibalow Jewgeni Jakowlew Dmitri Sotnikow             | KAMAZ     |                                       |                    |                         |                            |
| 2014 | Saint-Cyprien – Motril – Nador – Dakar  | Jean-Louis Schlesser Thierry Magnaldi  | Schlesser Buggy | Michael Pisano          | Honda      | Tomáš Tomeček Vojtěch Morávek                                | Tatra     |                                       |                    |                         |                            |
| 2015 | Saint-Cyprien – Motril – Nador – Dakar  | Jean-Antoine Sabatier Jean-Luc Rojat   | Bugga’One       | Pål Anders Ullevålseter | KTM        | Anton Schibalow Robert Amatych Almaz Khisamiev               | KAMAZ     |                                       |                    |                         |                            |
| 2016 | Monaco – Sète – Nador – Dakar           | Kanat Shagirov Vitaliy Yevtyekhov      | Toyota          | Pål Anders Ullevålseter | KTM        | Anton Schibalow Robert Amatych Almaz Khisamiev               | KAMAZ     |                                       |                    |                         |                            |
| 2017 | Monaco – Sète – Nador – Dakar           | Wladimir Wassiljew Konstantin Schilzow | Mini            | Gev Sella               | KTM        | Andrei Karginow Andrei Mokejew Dmitri Nikitin                | KAMAZ     |                                       |                    |                         |                            |
| 2018 | Monaco – Sète – Nador – Dakar           | Mathieu Serradori Fabian Lurquin       | LCR30           | Paolo Ceci              | KTM        | Gerard de Rooy Darek Rodewald Moisès Torrallardona           | Iveco     | Jean Hugues Moneyron Maury Thierry    | CF MOTO 1000       |                         |                            |
| 2019 | Monaco – Sète – Nador – Dakar           | Jean-Pierre Strugo François Borsotto   | Optimus MD      | Alessandro Botturi      | Yamaha     | Elisabete Jacinto José Marques (Rallyefahrer) Marco Cochinho | MAN       | Rudy Roquesalane Ferri Vincent        | Can-Am Maverick X3 |                         |                            |
| 2020 | Monaco – Savona – Nador – Dakar         | Patrick Martin Lucas Martin            | Mercedes-Benz   | Alessandro Botturi      | Yamaha     | Miklós Kovács Laszlo Acs Peter Czegledi                      | Scania    | Benoit Fretin Cédric Duplé            | Can-Am Maverick X3 |                         |                            |
| 2021 | aufgrund COVID-19-Pandemie abgesagt     |                                        |                 |                         |            |                                                              |           |                                       |                    |                         |                            |
| 2022 | Monaco – Sète – Nador – Dakar           | Philippe Gosselin Christophe Crespo    | Optimus MD      | Štefan Svitko           | KTM        | Tomáš Tomeček                                                | Tatra 815 | Jean Dagher-Hayeck Patrick Antoniolli | Can-Am Maverick X3 |                         |                            |
| 2023 | verschoben auf 2024                     |                                        |                 |                         |            |                                                              |           |                                       |                    |                         |                            |
| 2024 | Monaco – Sète – Nador – Dakar           | Pascal Feryn Kurt Keysers              | Toyota          | Jacopo Cerutti          | Aprilia    | Tomáš Tomeček                                                | Tatra 815 | Gautier Paulin Rémi Boulanger         | Apache APH-01      | Eric Claeys Tom Claeyss | Toyota Land Cruiser HZJ 73 |